# ベルリンの歴史

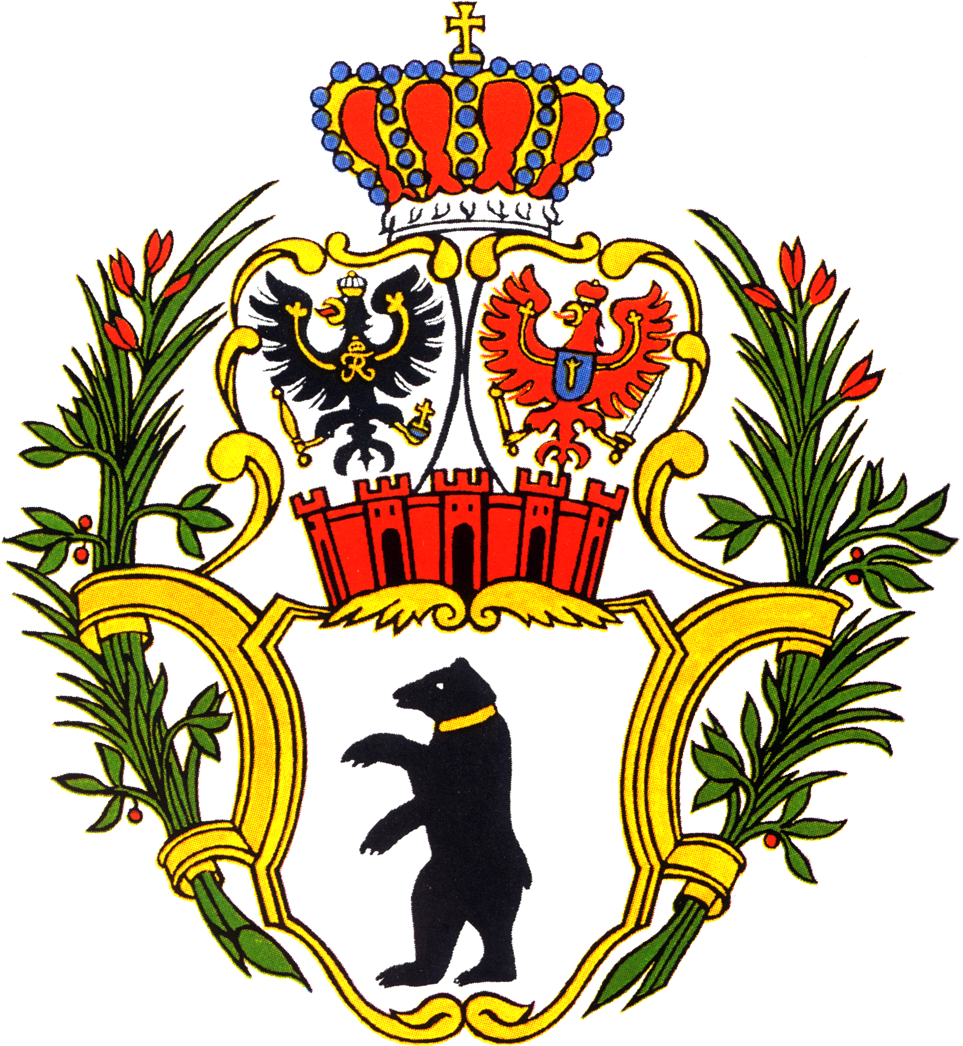
ベルリンの大紋章（1839年）

ベルリンの歴史（ベルリンのれきし）では、ドイツの都市ベルリンとその周辺地域における歴史を概説する。

## 起源

### ヴュルム氷期の終焉
火打石や加工された骨が見つかったことにより、だいたい紀元前6万年ごろにはベルリンの周辺に人間が生活していたということが解明された。同時期に遠く離れた北部ドイツや東部ドイツでは、紀元前7万年から同8000年にわたる最終氷期の氷に覆われていた。ベルリンから南に75キロメートルにあるグローガウ＝バールート原流谷（ポーランドのグローガウからベルリンの南に位置するバールート/マルクやブランデンブルク周辺にまで伸びる、氷河の作用でできた渓谷）には、大陸氷河がその南端として広がっていたが、人間が住んでいた集落は氷に覆われていない高地に限定されていた。すべての渓谷の地下に見られるように、融氷水でできた大量の砂の層があることから、およそ18,000年前のフランクフルト期にできたベルリン原流谷にも融氷水が流れ込んだと考えられている。約16,000年前のベルリン周辺の地域には氷が張っておらず、この年代の低地帯にはヴュルム氷期のモレーンが見られる。シュプレー川がベルリン原流谷を流れ、その下流にはマツの生えたツンドラ地帯がところどころにあった。また西側には渓谷や泥炭地が広がっていた。
ベルリンで最も高い山、大ミュッゲルベルク山（標高114.7メートル）のあるミュッゲルベルゲ丘陵地のような丘陵地は氷期にできたと考えられている。バルニムやテルトウといった台地はシュプレー川が流れはじめたあとに平行して形成された。氷が少なくなってくるにつれて、シカやイノシシといった動物が定着するようになり、一方でトナカイなどは移動していった。その後ヒトが定着し、狩りをするようになってムラを形成するようになった。シュプレー川やダーメ川、ベーケ川沿岸には紀元前9000年紀ごろに鏃や削器、石斧などが見つかり、これらを使った狩猟・漁獲が行われていたと見られている。紀元前7000年紀ごろには狩猟の際のまじない品として仮面が使われていたと考えられている。

### ゲルマン、スラヴ、ブランデンブルク辺境伯

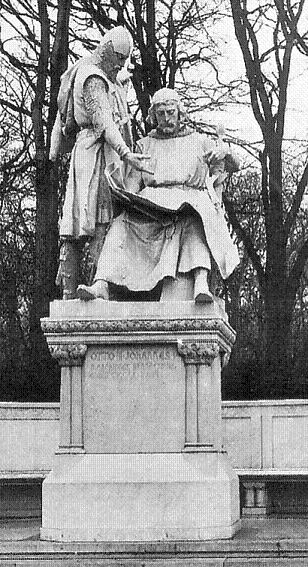
1900年、ベルリン＝ケルンのジーゲスアレーに並べられたヨハン1世とオットー3世の記念碑

紀元前3000年紀には耕地が造られたり家畜飼育が行われたりしたほか、手製の土器、備蓄倉庫などが作られるなどの文化が形成された。紀元前6世紀になると、このころの史料にスエビ族の一部であるセムノーネース族やブルグント族といった名称が出てくるようになり、勢力を強めたゲルマン人が定住するようになる。
紀元後4世紀から5世紀にかけてゲルマン民族の大部分がハーフェル川やシュプレー川周辺から離れ、シュヴァーベンなどのオーバーライン地方に移っていった。このためベルリン周辺の人口密度は低下したが、なおも少数のゲルマン人がベルリン周辺に残っていた。6世紀になるとスラヴ人がラウジッツ地方に流入し、720年ごろになるとベルリン周辺に入り込んできた。スラヴ人はかねてより住んでいたゲルマン人にかわってベルリンに定着するようになった。
ベルリンに残ったゲルマン人は数世紀にわたって奪還に失敗し続けてきたが、その後ベルリンのスラヴ人時代はアスカニア家出身のアルブレヒト1世がヤクツォ（ヤクサ・フォン・ケーペニックと同一人物とする見方がある）率いるスラヴ人を打ち破り、1157年にブランデンブルク辺境伯に封じられたことで終焉を告げる。現在のベルリン内に形成された最初の村がテルトウ台地に造られ、その後アスカニア家の辺境領として開拓されて、政治の中心地やシトー修道会（レーニン修道院）とテンプル騎士団（騎士修道会管区テンペルホーフ）などの世界的な活動の中心地となっていった。

### ベルリンの形成
テルトウ台地とバルニム台地の間にある沼地となっていた渓谷のうち、水が比較的少ない一帯では、シュプレー川に浅瀬が形成されていた。浅瀬の右岸ではアルト＝ベルリン（本ベルリン）が発展し、シュプレー川の中州にはケルンが形成されていった。同時期にのちの大ベルリンを構成する地域の名称が文書に出てくるようになる。1197年にシュパンダウ、1209年にケーペニック、1237年にケルン、1244年にベルリンという名称が現れてくるが、このうちシュパンダウとケーペニックはかつてスラヴ人地域であった。ブランデンブルク・アン・デア・ハーフェルの大聖堂博物館に所蔵されている古い文書には1237年10月28日の日付でケルンが、1244年1月26日の日付でベルリンが記載されている。シュパンダウは1232年に都市特権が付与されるが、これは同時にベルリンが都市特権を与えられたことを意味する。1307年にはベルリンとケルンが統合される。双子都市ベルリン＝ケルンは、かつて共同辺境伯オットー3世とヨハン1世の統治下で港周辺に市場を開く権利を与えられたシュパンダウやケーペニックなどの都市に比べても、特に経済の面で発展していった。
近年の研究では、ベルリン・ケルンへの初期の入植は、おそらく12世紀末に始まったと考えられている。1997年から1999年の考古学調査では、ブライテ通り28番地（アルト＝ケルン）で、1200年ごろに再利用された木材が発見され、年輪年代学を用いると1171年ごろかそれ以降のものであると判明した。2007年、ペトリ広場にある地下貯蔵庫での発掘調査では、オークの木材が見つかった。年輪年代学による分析の結果によると、1212年ごろのものであると鑑定された。

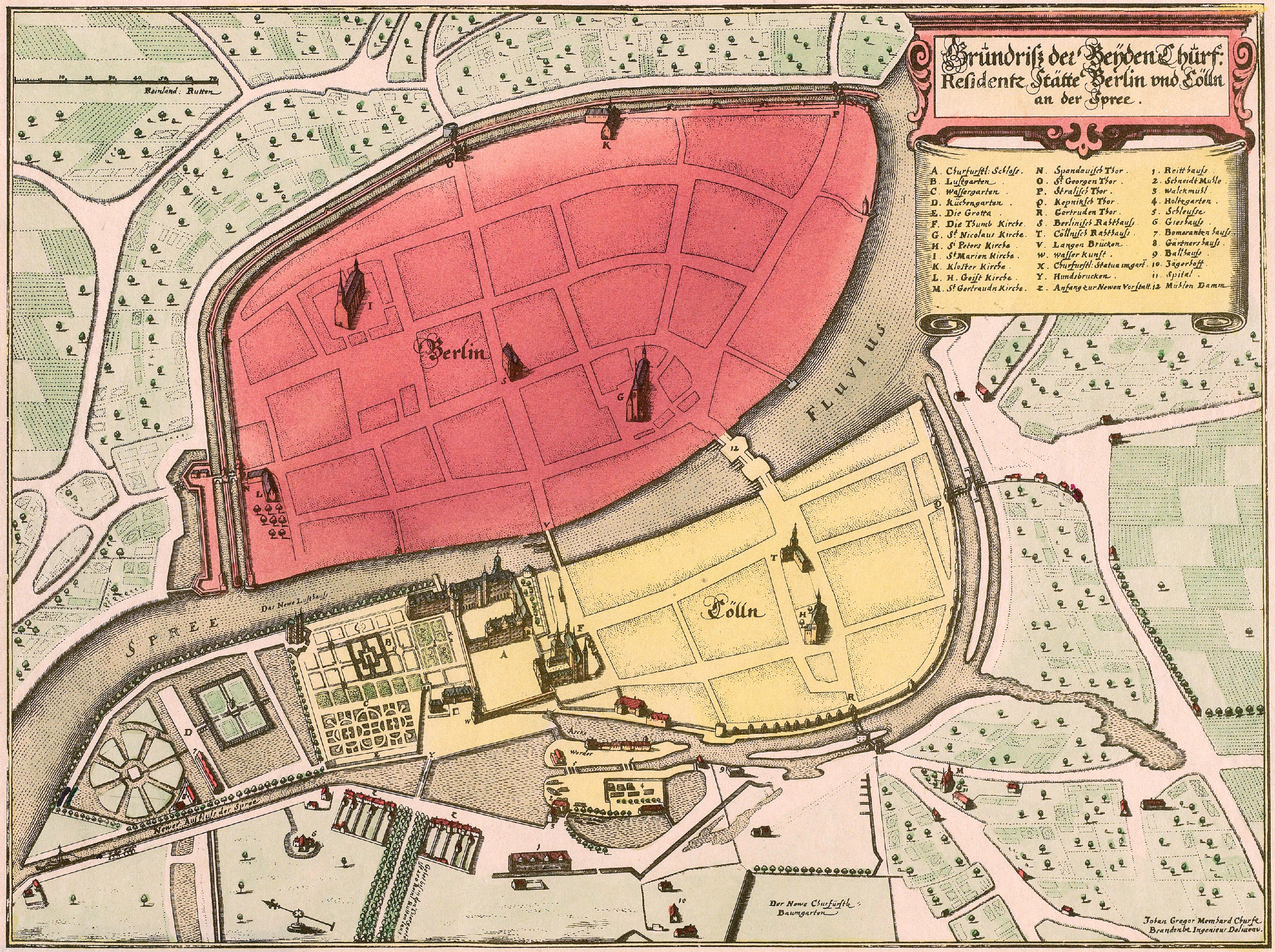
ヨハン・グレゴール・メムハールトによるベルリンとケルンの都市計画図（1652年、図面上部が東。上半分がベルリン、下半分がケルン）

1230年代以降に共同辺境伯の統治下で双子都市が重点的に開発を進められたことは、テルトウ台地やバルニム台地が居住地となっていくことと密接な関係がある。アスカニア家がこれらに進出していくようになるということは、ミッテンヴァルデやケーペニックといったテルトウ地方やヘーノウ地方、特にヘラースドルフにおけるヴェッティン家の支配に対する戦略的要素を有していたと考えられている。当時のアスカニア家とヴェッティン家の領域の境界線は、現在のベルリン市域をちょうど東西に分ける位置に引かれていた。なお両者の間にマクデブルク大司教領があったという説は、近年では否定的な見方が強い。ヴェッティン家との緊張関係は1239年から1245年にかけてのテルトウ戦争でアスカニア家が勝利し、これによりテルトウと、リューダースドルフを除くバルニムがアスカニア家の支配下に置かれるようになり、現在のベルリン市域が形成された。

## ヴィッテルスバッハ家からポツダム勅令まで
1320年にハインリヒ2世が没してアスカニア家が断絶したことで、ハインリヒ2世の母方の叔父で当時神聖ローマ皇帝でもあったヴィッテルスバッハ家のルートヴィヒ4世は1323年に自らの長男であるルートヴィヒ（ブランデンブルク辺境伯ルートヴィヒ2世）を新たなブランデンブルク辺境伯に封じた。ブランデンブルクを手中に収めるとヴィッテルスバッハ家は強圧的な統治を始めた。1325年にはベルリン＝ケルンの司祭で皇帝に反抗していた教皇派のニコラウス・フォン・ベルナウを焼殺したことにより、ローマ教皇はベルリンに対してインターディクト（聖務禁止令）を下した。
1373年、ルクセンブルク家のカール4世がオットー5世（ルートヴィヒ4世の6男）からブランデンブルクを買収して長男のヴェンツェルに与えたが、1380年にはベルリンで大火災が発生し、市庁舎や教会の建物に壊滅的な被害を与えた。

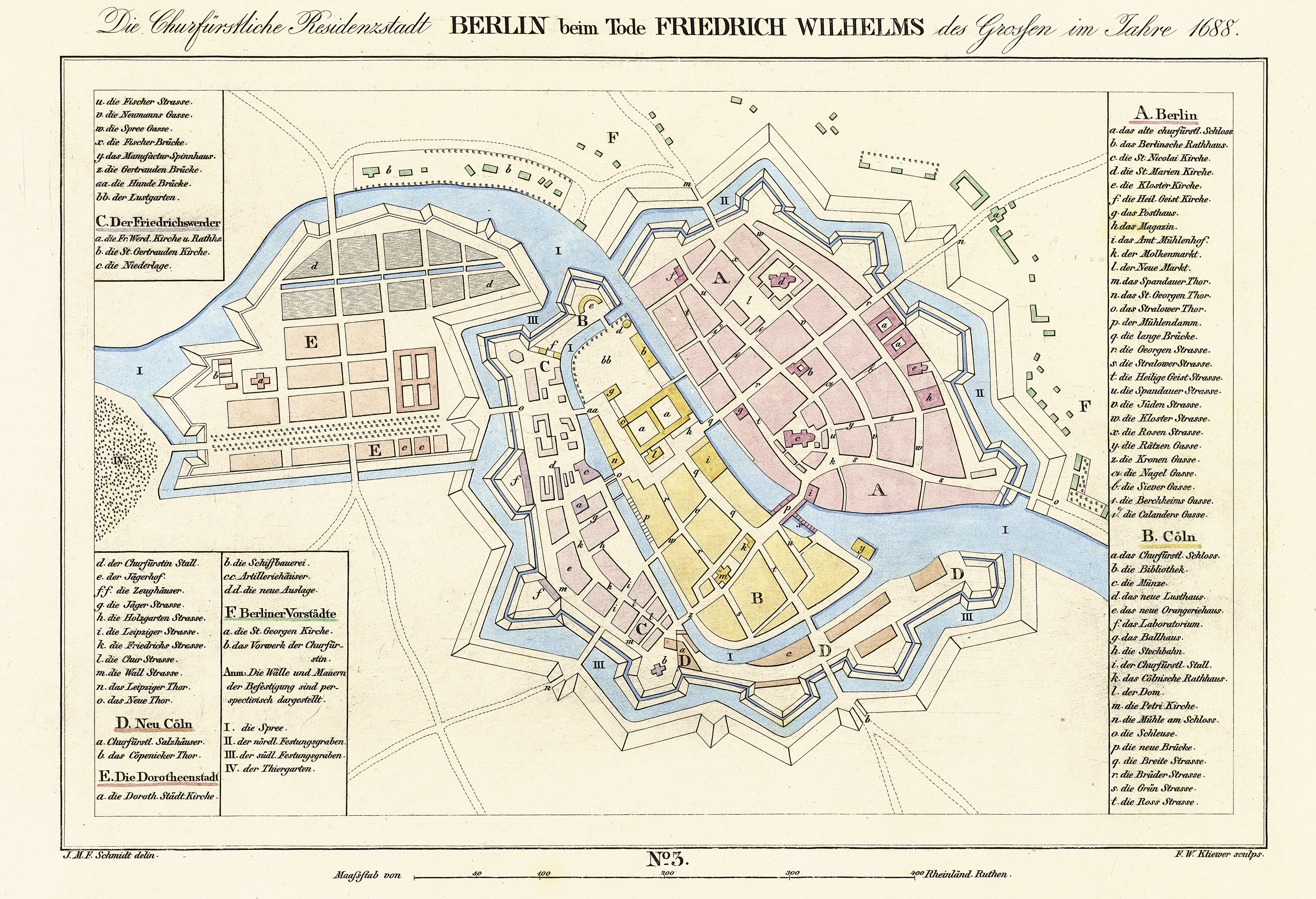
1688年ごろのベルリン（1835年作成）。赤がベルリン、黄色がケルン、その西北にフリードリヒ・ヴィルヘルムの建設する新市街が広がる

フランス語礼拝等のユグノーの伝統を今も守るフランス大聖堂

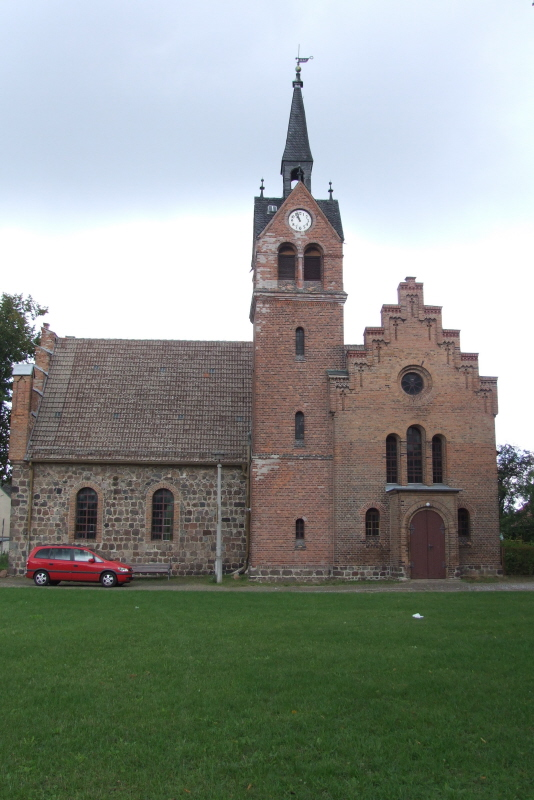
ベルリン北東部のユグノー入植地にあるフランツェーズィシュ・ブーフホルツ福音主義教会

1415年、ニュルンベルク城伯フリードリヒ6世がジギスムントからブランデンブルクを与えられて選帝侯となり、1440年までブランデンブルクを治める。その後ホーエンツォレルン家は1918年まで、当初はブランデンブルク選帝侯として、その後プロイセン公、プロイセン国王、ドイツ皇帝としてベルリンを治めていくことになる。しかしながらベルリン市民はそういった変革を必ずしも歓迎していたわけではなかった。1448年にはフリードリヒ2世鉄歯侯の新宮殿建設に反対してベルリン反乱が起こる。ところがこの抵抗は成功せず、市民は政治的にも経済的にも自由を失うこととなった。1451年、ブランデンブルク選帝侯はケルンに王宮を建設した。
ホーエンツォレルン家の拠点となったことにより、ベルリンはハンザ都市の地位をやむなく放棄した。また経済活動は通商から貴族階級向けの贅沢品の生産へと転換していった。人口は急速に増加し、1600年ごろには12,000人ほどとなるが、同時に貧困も増加した。この間にはユダヤ人が迫害されることがあった。1510年にはホスチアを盗んで穢したとして100人のユダヤ人に嫌疑が向けられ、そのうち38人が焼殺、2人は後にキリスト教に改宗するが斬首、残りのベルリンにいたユダヤ人は追放された。ただこの30年後には彼らの無実が認められ、ユダヤ人は、金銭を払うことを条件に再びベルリンに居住することが許された。しかし1573年に再度ユダヤ人は追放され、その後100年間は戻ることが許されなかった。
1539年、ブランデンブルク選帝侯ヨアヒム2世はブランデンブルクにおいて宗教改革を行い、教会の世俗的な領地を差し押さえた。これによって得られた資金はグルーネヴァルト狩猟宮殿と居城であるベルリン王宮とを結ぶ道路、クーアフュルステンダムの建設といった大規模な事業に投じられた。1567年、ベルリンとシュパンダウとの間で3日間に及ぶ戦争（棍棒戦争）が起こる。この戦争はもともとベルリンとシュパンダウに分かれて模擬戦闘を行っていたものだが、負ける役を与えられたシュパンダウがこれを拒んだことから実際の戦争に発展し、最終的にはベルリンがシュパンダウに大勝する結果となった。
17世紀前半、三十年戦争によりベルリンは被害を受ける。市内にあった家屋の3分の1が損壊し、人口は半減した。1640年、のちに大選帝侯として称えられるフリードリヒ・ヴィルヘルムが父親の死去を受けてブランデンブルク選帝侯を継承する。フリードリヒ・ヴィルヘルムはまず移民の受け入れと宗教寛容策を打ち出す。また市域の拡張開発やフリードリヒスヴェルダー、ドロテーエンシュタット、フリードリヒシュタットといった周辺地区を築いていった。1671年、オーストリアから追放された50人のユダヤ人に住居が与えられた。1685年、フリードリヒ・ヴィルヘルムはポツダム勅令を下してフランスのユグノーを受け入れた。このとき15,000人を超えるフランス人がブランデンブルクに移住し、そのうち6,000人ほどがベルリンに住むようになった。1700年ごろにはベルリン市民のうち20%ほどがフランス系住民となり、ベルリンの文化に大きな影響を与えた。このほかにもベーメン（ボヘミア）、ポーランド、ザルツブルクからベルリンへ移民が集まってきた。またフリードリヒ・ヴィルヘルムはこのころ常備軍を整備した。

## プロイセン王国期
1701年、ブランデンブルク選帝侯フリードリヒ3世はプロイセン王として戴冠され、フリードリヒ1世となる（ただし当時のプロイセンは全域がブランデンブルク選帝侯の支配下に置かれていなかった）。フリードリヒ1世はまずプロイセン全土の統一に努めようとした。フリードリヒ1世はベルリン西部にシャルロッテンブルク宮殿を造営し、また1707年までにはベルリン王宮を拡張している。また1709年1月18日にフリードリヒ1世は勅令で、従来独立していたベルリン、ケルン、フリードリヒスヴェルダー、ドロテーエンシュタット、フリードリヒシュタットを1710年1月1日までに統合して王都ベルリンとすることを明らかにした。また城門の周囲にはすでに新たに郊外地域の開発が進められていた。
1713年、フリードリヒ1世の子フリードリヒ・ヴィルヘルム1世はプロイセン王位を継承し、財政を立て直してプロイセン主力軍の整備に努めた。1709年にはベルリンの人口が55,000人ほどとなっており、そのうち5,000人が兵役に就いていたものが、1755年には人口が10万人を突破し、26,000人の兵力を持つようになっていた。さらにフリードリヒ・ヴィルヘルム1世はベルリン市の周囲を木製の壁で囲み、14の門を築いた。

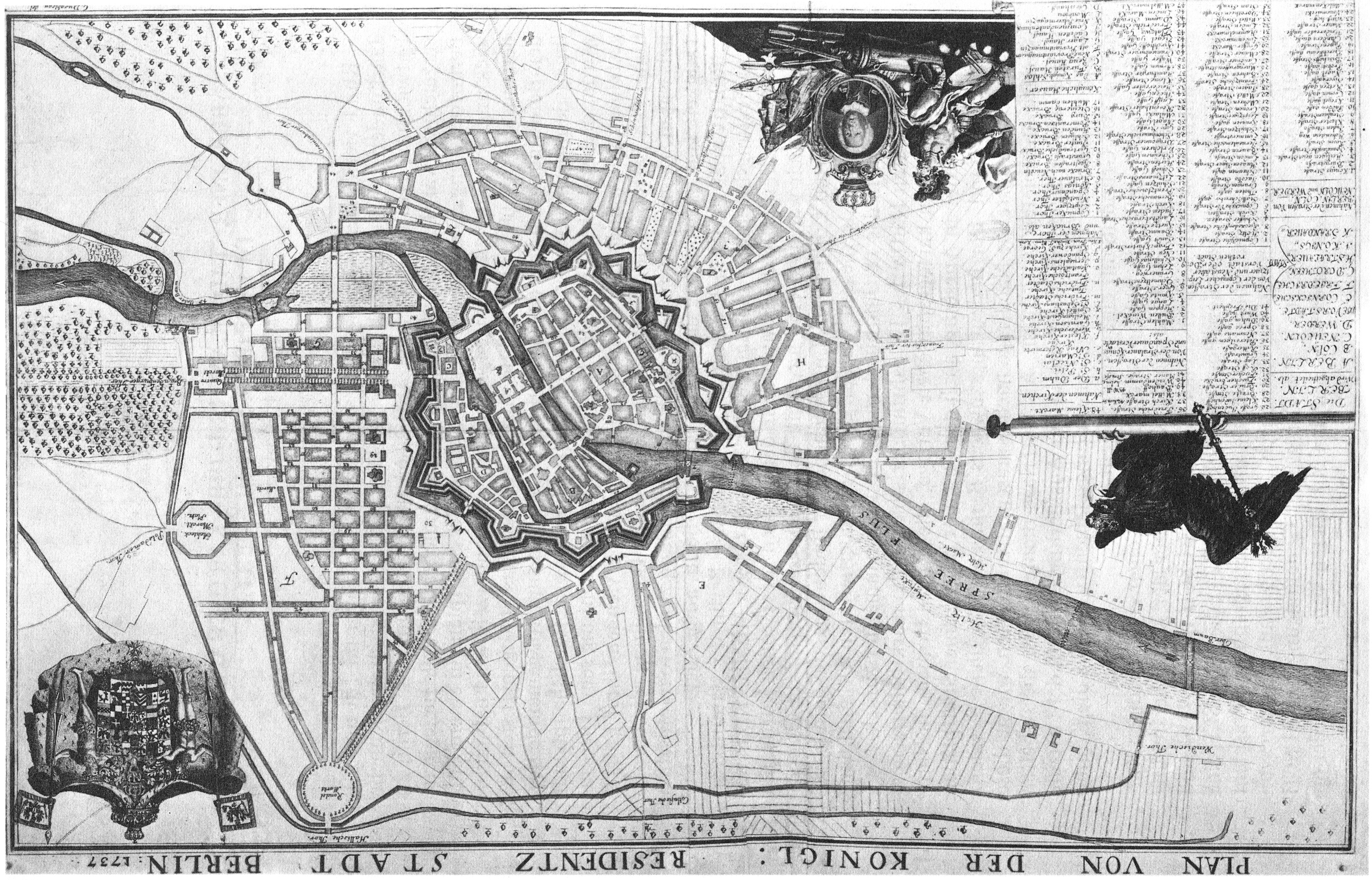
アブラハム・グイベルト・ドゥザブローによるベルリンの都市計画図（1737年、図面の上が南）

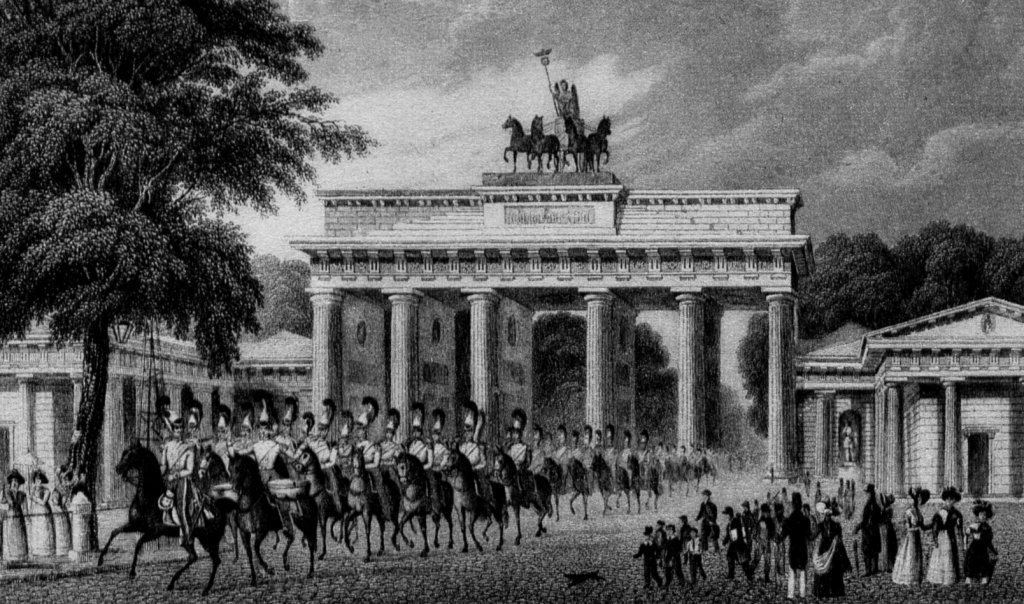
ブランデンブルク門（1832年）

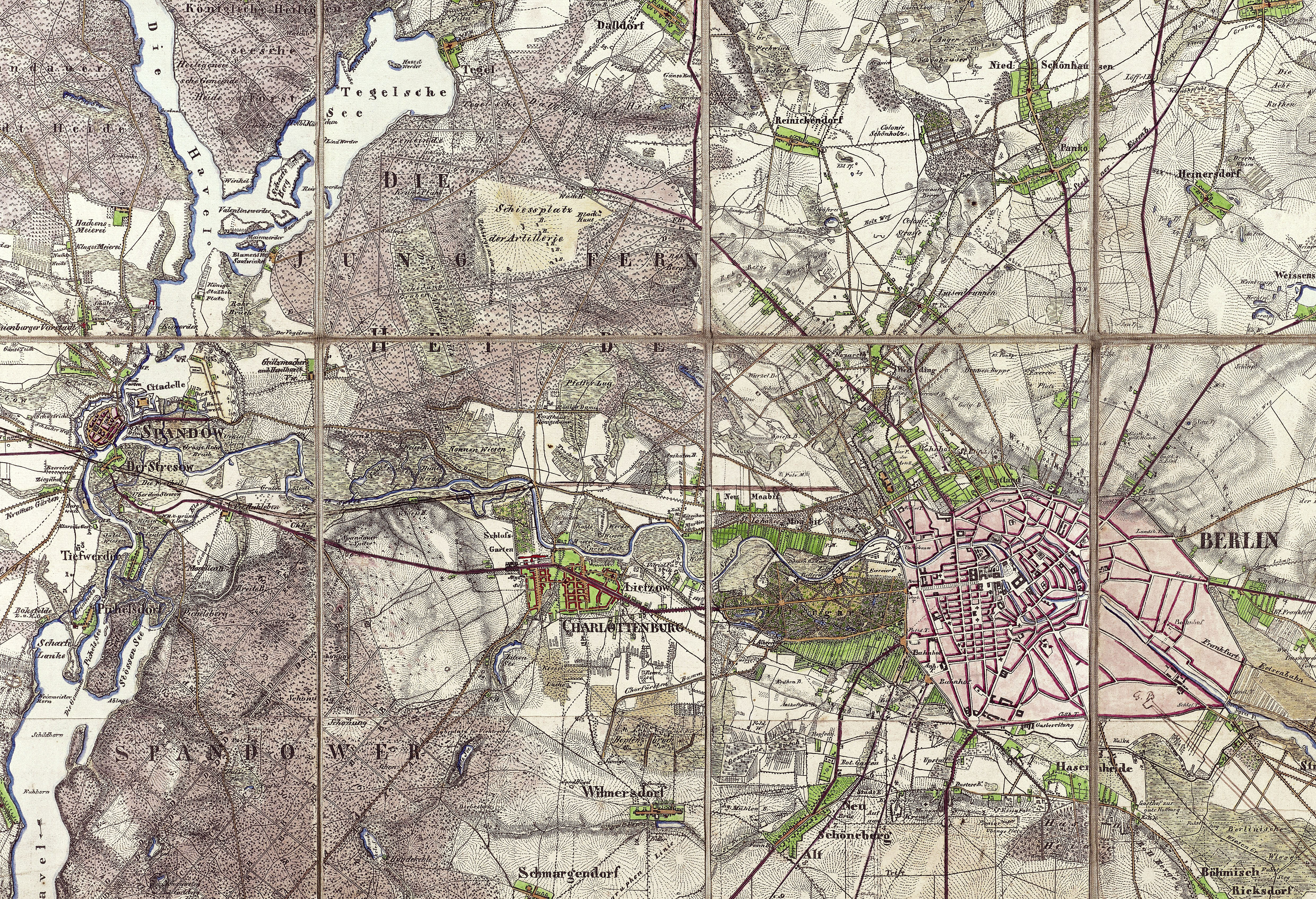
シャルロッテンブルクとシュパンダウ（1842年）

1740年、フリードリヒ2世（フリードリヒ大王）がプロイセン国王に即位する。フリードリヒ2世はヴォルテールと文通していたこともあって「哲学王」(Philosoph auf dem Thron) とも称される。フリードリヒ2世の統治下においてベルリンは啓蒙思想の中心地となり、このころのベルリンでは哲学者モーゼス・メンデルスゾーンが名声を高めていた。フリードリヒ2世の後継者フリードリヒ・ヴィルヘルム2世の時代になると経済が停滞する。フリードリヒ・ヴィルヘルム2世は啓蒙思想を嫌い、検閲を実施して抑圧的な政策を執る。フリードリヒ・ヴィルヘルム2世のもとでベルリンを囲む防壁が石でできた稜堡式城郭に作り変えられる。18世紀末には新たに、現在のベルリンのランドマークとなっているブランデンブルク門が建造される。
1806年、ベルリンはナポレオン・ボナパルトに占領される。これにより次第に民主化がもたらされていき、ベルリンは自治権を得るようになる。1809年には初のベルリン市議会選挙が行われるが、このとき投票権が与えられたのは富裕層の男性のみであった。1810年、ベルリン大学（のちのベルリン・フンボルト大学）が創立され、初代総長には哲学者のヨハン・ゴットリープ・フィヒテが就く。1810年から1811年の間にはハインリヒ・フォン・クライストによりベルリンで初となる日刊紙『ベルリン夕刊新聞』が発行された。1812年になるとユダヤ人に対して居住権が認められるようになる。しかし、1814年にフランスが敗北することで、これらの変革の動きは終わりを迎えることになった。
19世紀前半には産業革命が起こり、人口が20万から40万に急増する。ベルリンはヨーロッパでもロンドン、パリ、サンクトペテルブルクについで4番目に大きい都市となる。1838年にはプロイセンで初となる鉄道会社ベルリン-ポツダム鉄道が開業し、ポツダム駅の設置は鉄道の街ベルリンを急速に発展させるきっかけとなった。
ほかのヨーロッパの都市と同様に、1848年はベルリンにおいても革命の1年であった。フリードリヒ・ヴィルヘルム4世の時代にはいわゆる「バリケード蜂起」が起こるもこれは鎮圧される。しかし情勢は深刻なものとなり、1848年6月14日にはベルリン武器庫襲撃が発生し、略奪が起こった。この事件を受けてベルリンの自治は、選挙に参加するための納税額の下限を引き上げられて制限されることになった。このためベルリン市民で選挙に参加できたのは全人口のわずか5%に抑えられた。この選挙制度は1918年まで継続された。
1861年、ヴィルヘルム1世がプロイセン国王に即位する。ヴィルヘルム1世の治世下では当初、自由化が期待された。ヴィルヘルム1世は自由主義系の大臣を任命し、また赤の市庁舎の建設を進めた。1861年、ベルリンはヴェディングとモアビートを編入し、また郊外のテンペルホーフ、シェーネベルクへと拡張した。
この時期のベルリンの人口急増は大きな問題を惹き起こすことになった。1862年には、ジェームス・ホーブレヒトがベルリンとその周辺を道路や鉄道で結ぶ、いわゆる「ホーブレヒト計画」を立案した。またルドルフ・ルートヴィヒ・カール・ヴィルヒョウ参加のもと、上下水道施設が整備され、ベルリンは近代都市としての条件を整えていった。

## ドイツ帝国期

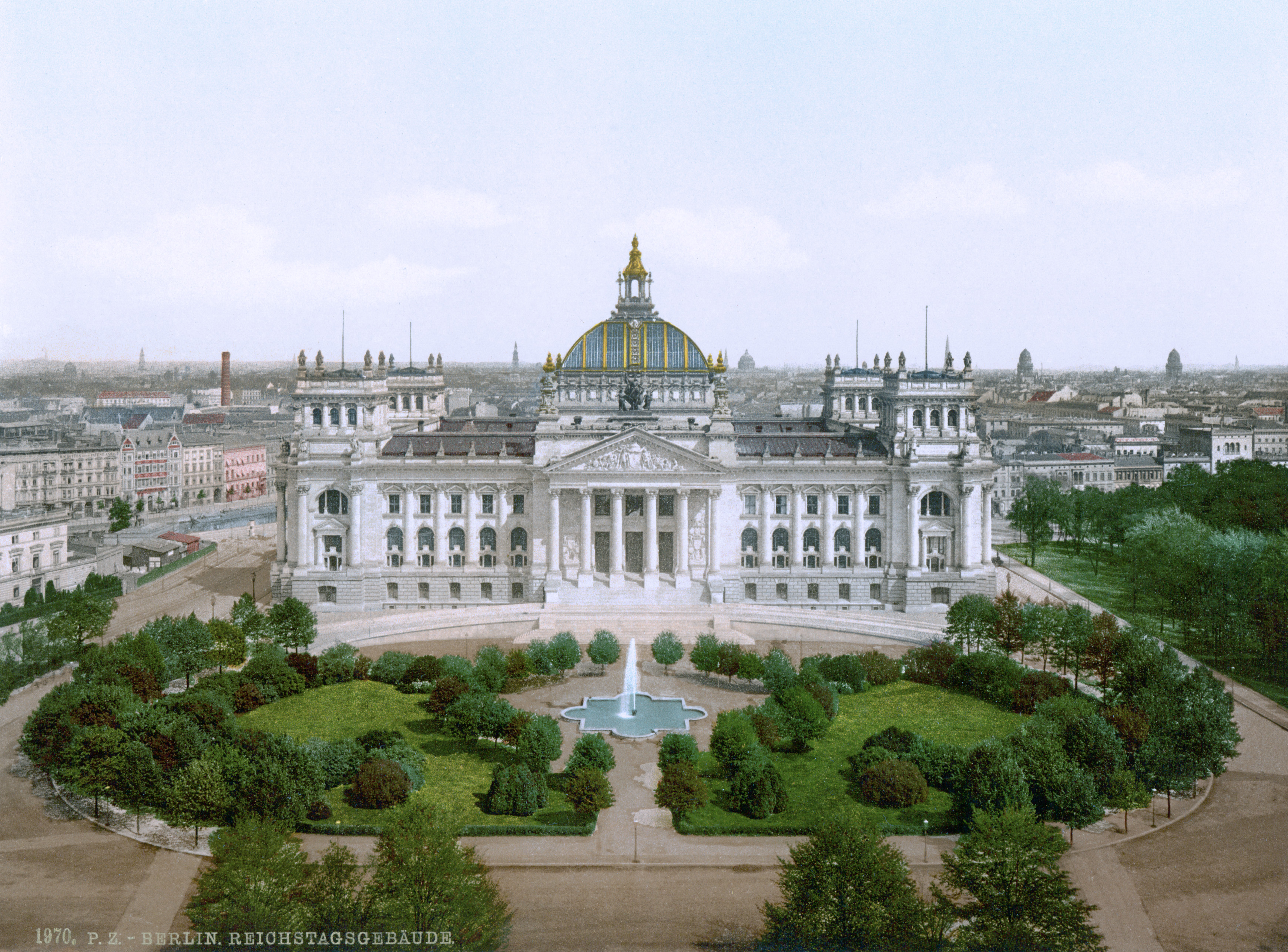
国会議事堂（19世紀末）

プロイセンは自らの指揮の下により独仏戦争を終結させたことにより小ドイツ主義を推し進めていく。1871年にはドイツ帝国が建国され、ヴィルヘルム1世が皇帝に即位した。またオットー・フォン・ビスマルクが帝国宰相に任命され、ベルリンは帝都となった。
ベルリンはこの時代に産業都市として発展し、人口も80万を超えるようになっていた。この成長によりインフラストラクチャーが間に合わなくなってきた。1873年にようやく下水道整備工事が開始され、1893年に完了する。経済の面では、いわゆるグリュンダーツァイト（泡沫会社乱立時代）を経て1873年恐慌が起こり、1870年代後半は不景気となっていく。しかしながらなおも都市開発を進めることは課題として残っていた。1876年1月1日、ベルリン市は帝国政府から橋と道路の建設に関する契約を受ける。1882年のいわゆるクロイツベルク判決により、建築警察の権限は危険回避にかかるものに制限され、美観に関する関与は禁止された。
1896年、輸送力の増強を図るため地下鉄と近郊線の建設が開始された。またヴィルヘルミニッシャー・リングといった都心周辺の住宅地（クロイツベルク、プレンツラウアー・ベルク、フリードリヒスハイン、ヴェディング）では、労働者が安い家賃で住める集合住宅が建設された。1850年からはベルリン南西部の開発に着手し、中産階級向けの住宅街を拡張し、また19世紀末には西部で高級住宅街が造成されていった。1904年から1908年にかけて、ベルリンについて詳細に研究した 『大都市叢書』全51巻が出版された。これは当時のドイツ語圏で行われた都市研究プロジェクトの中で最大のものである。この主要なテーマの一つに、ベルリンとウィーンの比較がある。それは当時、ベルリンは「近代の人工都市」、ウィーンはこれに比べ伝統、文化の面で優る、と一般に理解されていたという背景がある。1909年、ヨハニスタールにドイツ初の飛行場、ヨハニスタール飛行場が開かれる。1911年にはベルリン市域の急速な発展によりインフラストラクチャー政策の調整が必要となったことから大ベルリン広域連合が設置され、この目的組合は1920年に大ベルリン（後述）となっていく。またこの広域連合の成果として保存樹林協定の締結が挙げられる。
第一次世界大戦によりベルリンは食糧不足に苛まれる。1916年から1917年にかけての冬の時季には15万人が食糧支援を頼り、またストライキも起こった。1918年に大戦が終結するとヴィルヘルム2世は皇帝を退位する。その後社会民主党 (SPD) に所属していたフィリップ・シャイデマンと共産主義者カール・リープクネヒトはそれぞれ11月革命が成功したのちに共和政国家の成立を宣言する。その翌月、ベルリンでは議会会派間で市街戦が頻発した。

## ヴァイマル共和政

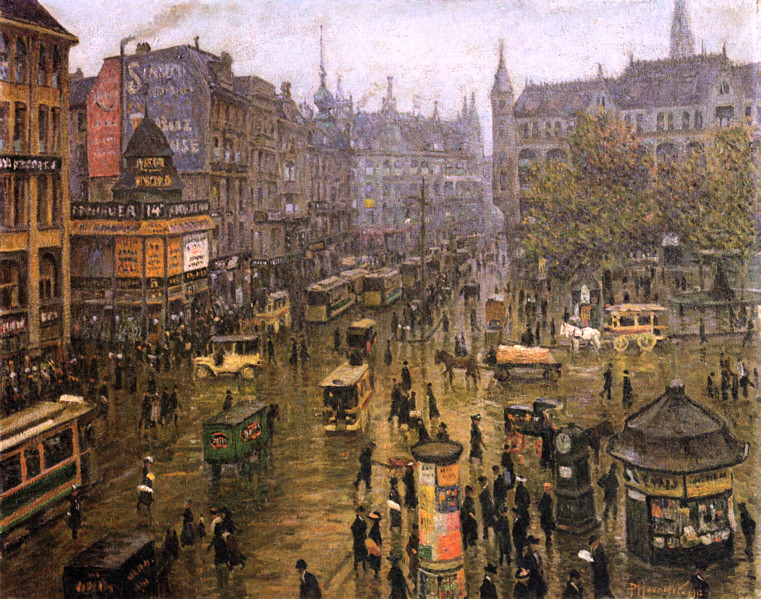
1912年のベルリン・シュピッテルマルクト（作）

1918年12月末、共産党 (KPD) がベルリンで創設される。1919年1月、KPD は政権を奪取しようとスパルタクス団の蜂起実行を試みる。この暴動は失敗し、1月15日にローザ・ルクセンブルクとカール・リープクネヒトは右派の武装集団によって殺害された。1920年3月、右派ドイツ祖国党を結成したヴォルフガング・カップは政府の転覆を図り、ベルリン駐屯部隊に側面から攻撃させて、政府ビルを占拠した（なお当時のヴァイマル共和国政府はすでにベルリンを逃れていた）。しかしこのクーデターはゼネラル・ストライキによって阻まれた。
1920年10月1日、行政区新設法（Gesetz über die Bildung einer neuen Stadtgemeinde）により大ベルリンが設置されることになった。これにより旧ベルリンは7市 (Stadtgemeinde)（シャルロッテンブルク、ケーペニック、リヒテンベルク、ノイケルン、シェーネベルク、シュパンダウ、ヴィルマースドルフ）59村 (Landgemeinde)、27領地区域 (Gutsbezirk) と統合された。このとき大ベルリンの人口は3,804,048人に上った。
1922年、ベルリンで外相ヴァルター・ラーテナウが殺害される。ベルリンはこの事件に衝撃を受け、およそ50万人の市民が葬儀に参列した。
ヴァイマル共和政期の景気は惨憺たるものであった。ドイツはヴェルサイユ条約により莫大な賠償金を支払わなければならず（第一次世界大戦の賠償を参照）、政府は貨幣を多く発行することで問題を解決しようとした。さらに賠償支払い問題に加えて、1923年に発生したハイパーインフレーションは、とりわけ労働者、給与所得者、年金生活者を苦しめるものとなった。しかし1924年になると連合国のひとつであるアメリカ合衆国が支援策を講じたり、財政政策を改善すると状況が好転し、ベルリンは最高潮、いわゆる「黄金の20年代」を迎える。このころのベルリンはヨーロッパ最大の産業都市となっていた。
文化の面でも、建築家ヴァルター・グロピウス、物理学者アルベルト・アインシュタイン、画家ジョージ・グロス、作家アルノルト・ツヴァイク、ベルトルト・ブレヒト、クルト・トゥホルスキー、俳優マレーネ・ディートリヒ、映画監督フリードリッヒ・ヴィルヘルム・ムルナウ、フリッツ・ラングといった人物が集まった。クラシック音楽でも、ベルリン・フィルハーモニー管弦楽団を率いるヴィルヘルム・フルトヴェングラーやベルリン市立歌劇場のブルーノ・ワルター、ベルリン国立歌劇場のエーリヒ・クライバーといった当時の世界でも代表的な指揮者たちが活躍し、ベルリンはヨーロッパにおいて文化の中心となった。この時代のナイトライフは映画『キャバレー』で表現されている。
1924年、テンペルホーフ空港が開港する。また同年、初のベルリン国際無線展示会がメッセ会場で開かれた。ベルリンはドイツ国内で2番目に大きな内陸港となった。1924年からはベルリン市内の鉄道（市街線、環状線、近郊線）の電化が進められ、1930年にSバーンとして統合された。このようなインフラストラクチャーはベルリン400万市民の生活に欠かせないものであった。1926年にはベルリン電波塔で第3回無線展示会が開かれる。1930年から1933年のあいだには、のちに技師となるヴェルンヘア・フォン・ブラウンが所属する宇宙飛行協会がテーゲルのロケット発射場で液体燃料ロケットの初の発射実験を行った。
しかしこのような黄金期は1929年の世界恐慌で終焉を迎える。1932年7月20日、プロイセン州のオットー・ブラウン政権がプロイセン・クーデターによって倒れ、共和政は極左・極右の影響を受けて崩壊しようとしていた。11月には共産党が市議会で単独第一党となる。そして1933年1月30日、ヒトラーが帝国首相に任命される。

## 「第三帝国」
共産主義者や社会主義者の牙城であったベルリンがナチズムの中心になったことはなく、ナチズムはもっぱらバイエルンにその起源をたどることができる。ベルリンはヴァイマル共和国とナチス・ドイツの両方の首都となった。
1933年2月27日、ドイツ国会議事堂放火事件が起こる。ナチ党はこの事件を利用して基本権を停止させたことにより、事実上ヴァイマル憲法は効力を失った。
1933年ごろのベルリンにはドイツ系ユダヤ人の3分の1にあたる、およそ16万人のユダヤ人が居住しており、ベルリン市の人口の4%を占めていた。その3分の1は東ヨーロッパから移り住んできた貧困層で、おもにアレクサンダー広場付近のショイネン地区で暮らしていたが、ユダヤ系住民はナチス政権から迫害を受けていた。1933年3月にはユダヤ系の医師がベルリン大学医学部付属病院シャリテから退職を余儀なくされ、4月にはいるとナチス政府は「ユダヤ人ボイコット運動」を唱え、ユダヤ系以外の市民がユダヤ人の経営する商店での購入を妨害した。

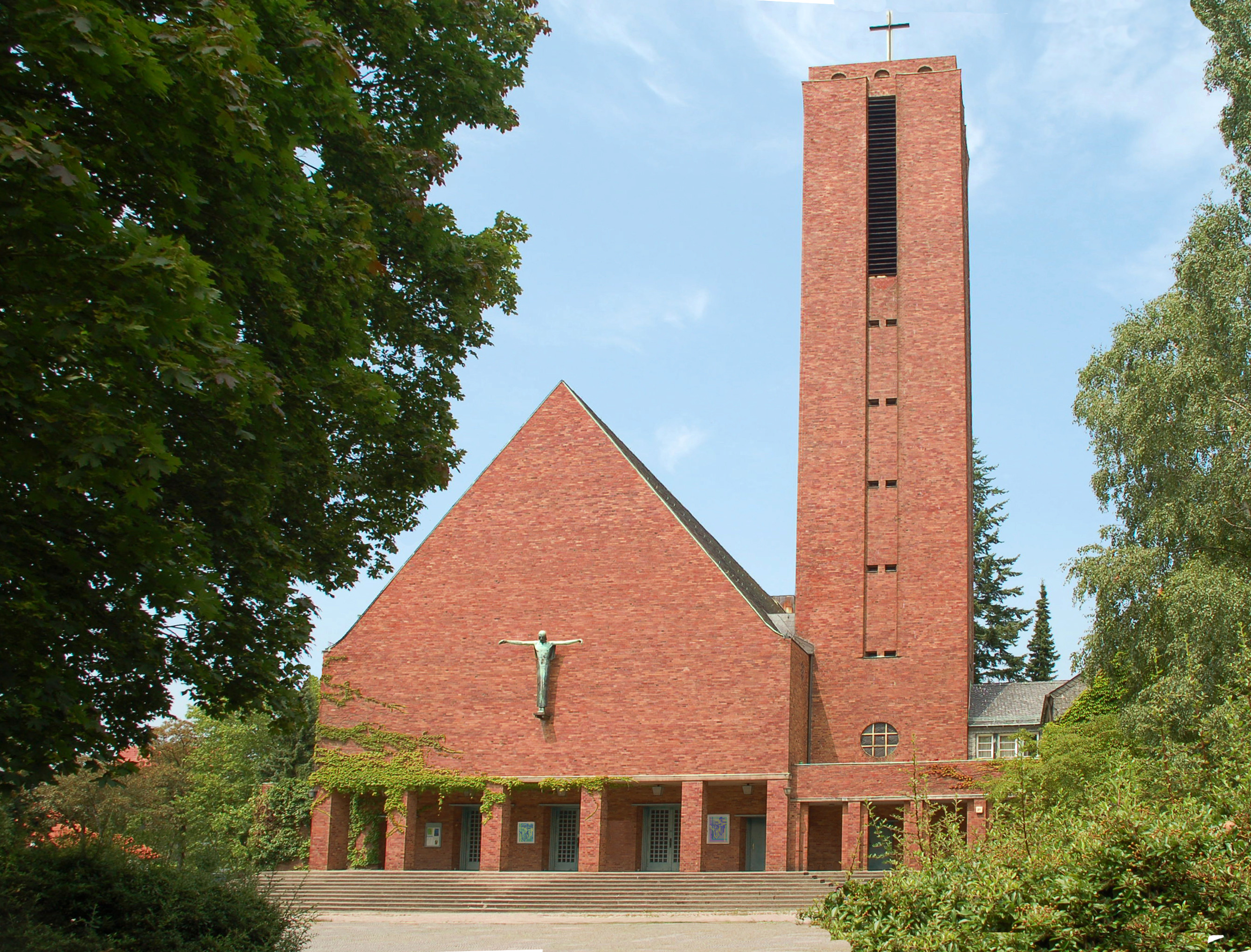
イエス＝キリスト＝教会 (ダーレム)、
ベルリンのダーレム地区に
あり、ナチスに抵抗した告白教会の中心的存在だった。

1936年、ベルリンで第11回夏季オリンピック大会が開催される。ナチスは1933年以降、ベルリンでオリンピックが開催されることをプロパガンダとして利用した。国際社会に演出した「普通の国」に傷をつけないように、従来までのユダヤ人に対する差別や迫害政策を緩和したりした。たとえば一時的に Für Juden verboten （ユダヤ人禁止）の看板を撤去するといったことが行われた。1937年、ベルリン700周年祝賀行事にあわせてナチスのプロパガンダ集会が開催された。
このころになるとナチスは世界首都ゲルマニア計画を打ち出し、ベルリンの拡張に着手した。建築家アルベルト・シュペーアの計画では、ベルリンに巨大な通りを造り、これに沿ってモニュメントとなる建築を配置するものだった。この計画のほとんどは実現されなかったが、その名残りとなる構造物は現在もなおベルリン市内で目にすることができる。
1938年11月9日から10日にかけて、いわゆる「水晶の夜」事件が起こり、シナゴーグに火が放たれ、またユダヤ系商店や居住地域は破壊されたり、ユダヤ人が拘束されたりした。1939年ごろのベルリンにはおよそ75,000人のユダヤ人が住んでいたが、1941年10月18日、グルーネヴァルト駅から、ユダヤ人を移送する一番列車がリッツマンシュタットに向け出発した（ウッチ・ゲットー参照）。これは後に計63本編成されることになる。またホロコーストが始まった。5万人のユダヤ人が拘束されて強制収容所に送られ、その多くが殺害された。ホロコーストに関して歴史上重要な出来事として、1942年にヴァンゼー湖畔で開かれたヴァンゼー会議が挙げられる。ここでは国家保安本部長官ラインハルト・ハイドリヒが主導してホロコーストの実行が決定された。このようなことが起こってもベルリンでは1,200人を超えるユダヤ人が身を隠して生き残ることができた。
ベルリンから北西に30キロ離れたオラーニエンブルク近くにはザクセンハウゼン強制収容所があり、おもに政治犯やソヴィエト赤軍の捕虜が収容され、1万人がそこで死亡した。ザクセンハウゼン強制収容所には付近に工場が併設されており、そこで収容されていた人々には強制労働が課された。このような収容所はベルリンにも数多く存在していた。
1939年、第二次世界大戦が開戦するが、当初ベルリンは戦争の影響をほとんど受けていなかった。1940年にはベルリンにイギリスによる初の空襲がなされるが、爆撃対象がわずかにはずれていたため初期の被害は比較的小さなものであった。しかしアメリカが参戦するとベルリンの被害の範囲は拡大していった。イギリスが夜間にベルリンに向かう一方で、アメリカが昼間にベルリン上空を飛行するようになったことで、爆撃はほぼ24時間中行われるようになった。1945年3月、1,250機の爆撃機がベルリンを攻撃し、およそ2万人のベルリン市民が死亡、150万人が住居を失った。ベルリン中心部は完全に破壊された一方で、郊外部の被害は少なかった。こういったベルリン空襲で、平均するとベルリン市の5分の1（そのうち中心部が50%を占める）が破壊された。
| 被害状況               | %    | 損失の度合 |
| ---------------------- | ---- | ---------- |
| 全壊                   | 11.6 | 100        |
| 深刻な破壊             | 8.3  | 75         |
| 復旧可能な破壊         | 9.7  | 30         |
| 軽微な破壊（居住可能） | 69.4 | 10         |

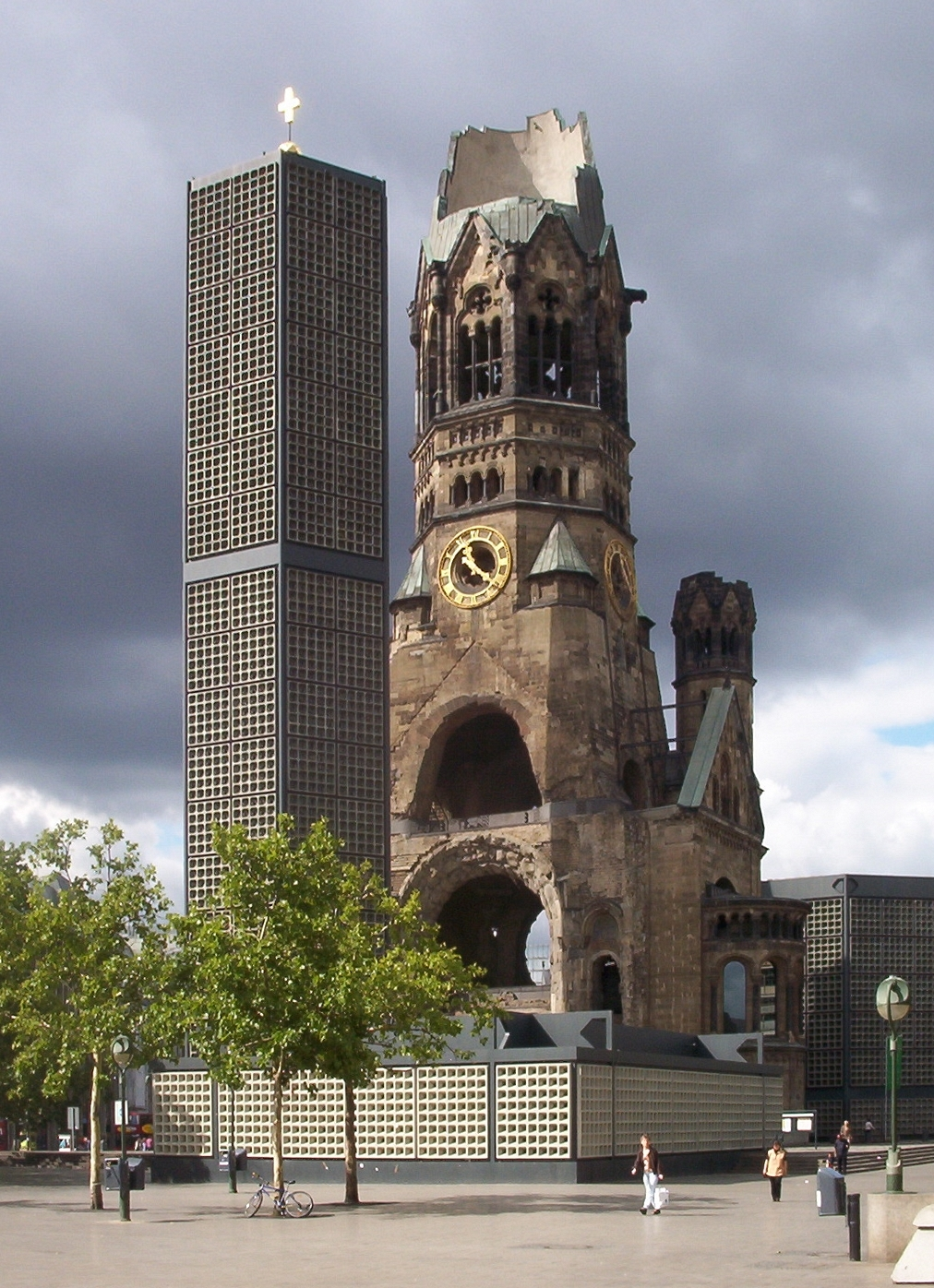
1943年11月23日夜の空襲によって大きな損害を受けたカイザー・ヴィルヘルム記念教会。戦後、旧教会堂の廃墟部分を残したまま新教会堂と新鐘楼、小礼拝堂を新築した。

交通機関もまた大きな被害を受けており、運行状態も戦争の終結まで壊滅的なものであった。ベルリンに投下された爆弾は45万トンにも上った。1945年4月21日、ソヴィエト赤軍とポーランドの部隊がベルリンに侵攻した（ベルリン市街戦）。1945年4月30日、ヒトラーは総統官邸の地下壕で自殺し、5月2日、ベルリン防衛軍は降伏し、ベルリンは陥落した。ベルリン市民の女性の多くがソ連兵に強姦されたと言われている。ある医師の推定では、ベルリンでレイプされた10万の女性のうち、その後死亡した人が1万前後でその大半が自殺だった。
戦争終結後、ベルリンには瓦礫と灰が積もっていた。市街地の28.5平方キロメートルが廃墟となり、60万件の住居が全壊、10万件が損傷し、百貨店も2軒に1軒は崩壊していた。1939年の開戦から数えると100万人もの市民が戦死、逮捕、または避難によってベルリンから失われた。

## 分断されたベルリン

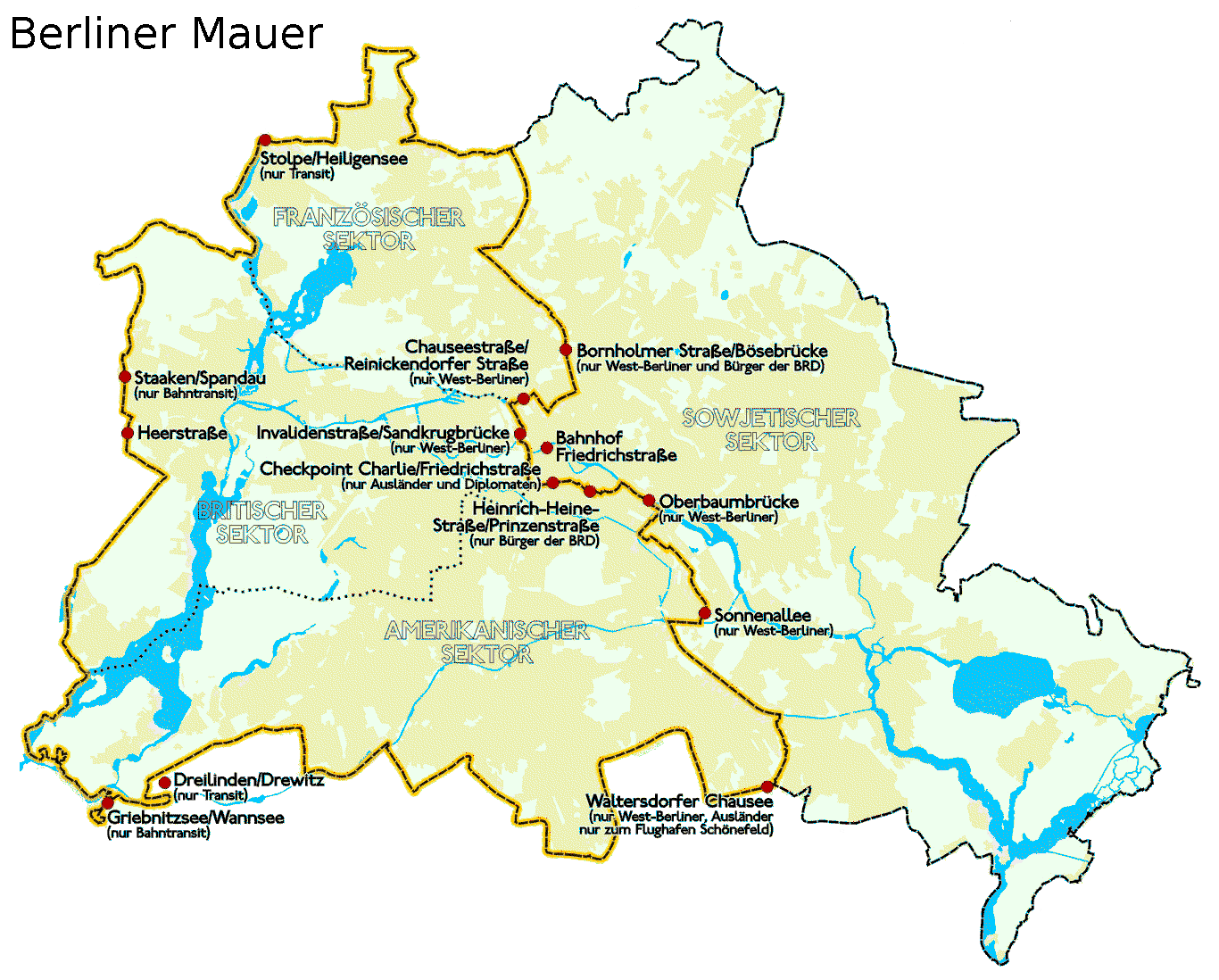
分割されたベルリン

1945年2月11日、ヤルタ会談において連合国はドイツをイギリス、フランス、アメリカ、ソヴィエト連邦の4か国で占領し、ベルリンも4つに分割することが決められた。またソヴィエト赤軍はベルリンの戦い以降駐留し続けた地域のうち、1945年夏に西側3か国の占領地域から撤退した。ソヴィエトの軍司令官は5月の内に、戦後初のベルリン市長にアルトゥール・ヴェルナーを任命し、ベルリン市参事会、また共産党員が支援する市行政組織を設立した。ベルリンは連合国が４地区に分割して統治することになったが、４地区を通じて同一の司令官が管轄するものとされた。しかしこのとき、すでに西側諸国とソヴィエト連邦との間で激しい政治対立が起こっていた。米英占領地区 (Bizone) や米英仏占領地区 (Trizone) の形成、またのちのドイツ連邦共和国（西ドイツ）の成立や、ソヴィエト占領地区で流通していたライヒスマルクを西側占領地域において貨幣価値を消滅させるという突然の一方的な通貨改革の実施について、ソヴィエトはこれらを4か国協定が破棄されたものと解釈した。一方でこの対立はソヴィエト占領地区がマーシャル・プランへの参加を拒絶した当然の結果でもある。マーシャル・プランは、ソヴィエト連邦にとってはその経済圏が引き離されることを意味し、受け入れるわけにはいかなかった。東側地域のドイツ各州はソヴィエト連邦に対して戦争賠償を支払い続ける必要があったのに対し（デモンタージュ）、西ドイツおよび西ベルリンはマーシャル・プランのもとで経済が強化され、また自由化が進められた。
1946年10月20日、4か国占領地区合同での大ベルリン市議会選挙が行われ、SPD がキリスト教民主同盟 (CDU) 、社会主義統一党 (SED) に対して勝利する。政府や議会では非難の応酬が激しさを増し、西側占領地域に関する議論で騒然となる場面が引き起こされ、ついにはSED議員の出席が拒否される事態に至った。
1948年12月5日、大ベルリン市議会の改選が行われたが、ソヴィエトが自占領地区での選挙を禁止したため、実際には西ベルリンでのみ投票が行われた。社会主義統一党はこれに先立つ11月30日に東ベルリンの100名の自称議員で「市議会」を開催させた。そして参事会を合法的に解任したと声明し、フリードリヒ・エーベルト（同名の元ヴァイマル共和政大統領の子）を市長に選出した。

### ベルリン封鎖と「空の架け橋」作戦
1948年6月、ソヴィエトの駐屯軍はソヴィエト占領地域から西ベルリンに向かう道路と鉄道網をすべて封鎖し、ベルリン全体の経済を統制しようとした。大ベルリン市庁では東ベルリン同様、西ベルリンの全市民に対して食糧配給カードを配布したが、ほとんどの西ベルリン市民が食糧配給カードを利用しなかった。この封鎖は象徴的な事件で、もっぱら西側ドイツからの物資輸送を妨害するためだけに行われた。しかし西ベルリン市民は、自らを取り巻く政治情勢から、西部ドイツ経済圏の方に強い帰属意識を持ち、東側地区や周辺地域からの物資輸送に見切りをつけていった。
アメリカ政府はこの事態に対応し、食糧、燃料やそのほかの物資を西ベルリンに空輸する作戦（空の架け橋、ベルリン空輸作戦）を実行する。ベルリン封鎖は1949年5月12日に解除されるが、空輸作戦は同年9月まで続行された。またこの作戦の一環としてアメリカ軍技術者によりテンペルホーフ空港が拡張された。この空輸作戦にあたって、パイロットが着陸時に子どもたちに菓子を窓から投げ落とすことがあったことから、ベルリン市民は空輸作戦に使われる航空機をレーズン爆撃機と呼んだ。なお菓子の包みは東ベルリンにも落とされた。
西ベルリンを自らが占領する地域に組み込み、また経済的に分離することを阻止しようとしたソヴィエト連邦の目論見は完全に失敗した。さらに、西ベルリンの住民は封鎖前よりも西部ドイツとの政治的・経済的な結びつきを強く認識するようになった。西ベルリンが政治的にも経済的にも乖離していく動きはもはやとどまることはなかった。

### ベルリンと東西ドイツ
1949年5月23日、米英仏3か国占領地区からなるドイツ連邦共和国（西ドイツ）が成立し、同日公布された基本法の第23条では、大ベルリンを連邦州の1つとすることがうたわれた。これは同年10月7日に成立したドイツ民主共和国（東ドイツ）も同様であった。当時のドイツ民主共和国憲法では、ドイツ全体を「不可分の共和国」 (unteilbare Republik) と規定し、ドイツ国籍はただ1つのみであり、首都はベルリンである、とした。これは紛れもなく大ベルリン、すなわちベルリン全体を指していた。東ドイツの視点では、大ベルリンはソヴィエト占領地区内にあり、その西部を西側連合国が管理している、とされていた。このため新たに成立した東西ドイツ両国は大ベルリンにかかるあらゆる権利を主張していたが、実際には1990年10月3日まで、いずれかの完全な支配下に置かれることはなかった。
1950年、西ベルリンにおいてベルリン州憲法が施行される。ベルリン州憲法第1条第2項では、ベルリンは1990年以前においてもドイツ連邦共和国（当時、政治的にはひとつのドイツの一部という意味で「西ドイツ」という表現が用いられていた）の1連邦州であるとうたわれていたが、この条文はベルリンが連合国の管理下におかれていたため効力を有することはなかった。1950年12月3日、初のベルリン市議会選挙が実施された。

### 東ドイツにおける6月17日事件
1953年6月17日、当初60人の建設業労働者で始められたデモはその後、全国規模の暴動に発展した。もともとデモの目的は、直前に東ドイツ政府が決定した労働生産性の引き上げ政策に抵抗するというもので、デモ行進は工事中のスターリンアレー（現在のカール＝マルクス＝アレー）に向かっていた。アメリカ軍占領地区放送局 (RIAS) によるデモについての報道では、多くの東ベルリン市民がこのデモ行進に加わって団結していたとされている。東ベルリン市民がポツダム広場に到達すると、西ベルリン市民からも支援を受けていた。また東ドイツの一部の州でも東ベルリンでの蜂起に呼応してストライキやデモが実施された。
蜂起に統制が利かなくなるおそれが出たことにより、東ドイツ政府はソヴィエト軍に支援を要請した。このため市街戦が起こり、武装した労働者との激しい銃撃戦となった。この暴動の鎮圧に際して、少なくとも153人の死者を出した。また西ベルリンの労働者の加担、RIASの報道、人民警察への攻撃、東ドイツ政府機関が入居するコルンブスハウスへの放火を利用し、東ドイツ政府はこれを反革命動乱、西ベルリンの策謀とした。しかし反感を買った労働生産性引き上げ政策は撤回され、また今後、反乱が起きた場合、ソヴィエト兵に頼らずとも鎮圧を可能にすべく、党の方針に従う市民からなる労働者階級戦闘団が結成された。

### 壁の建設

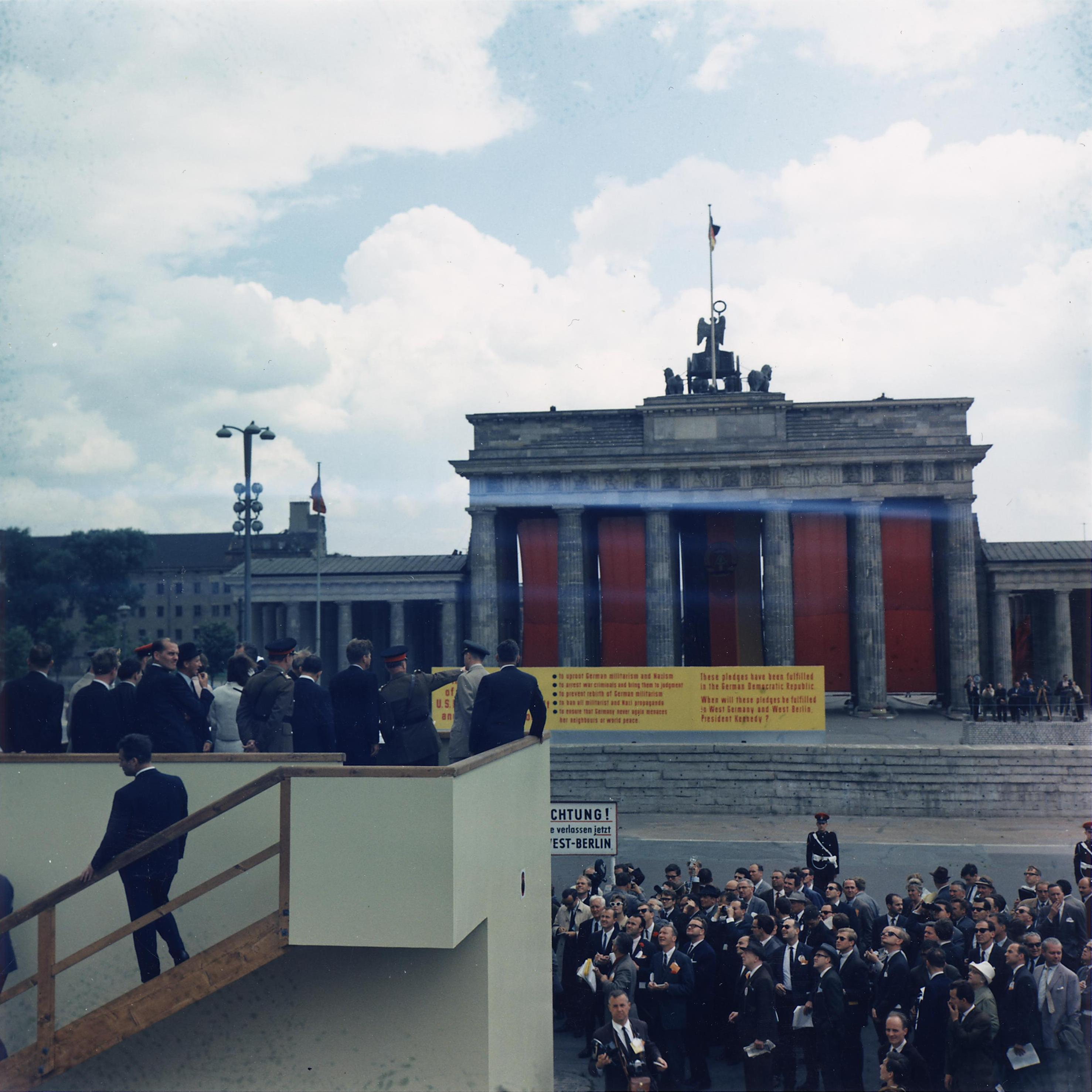
ブランデンブルク門前で演説するアメリカ合衆国大統領ジョン・F・ケネディ（1963年）

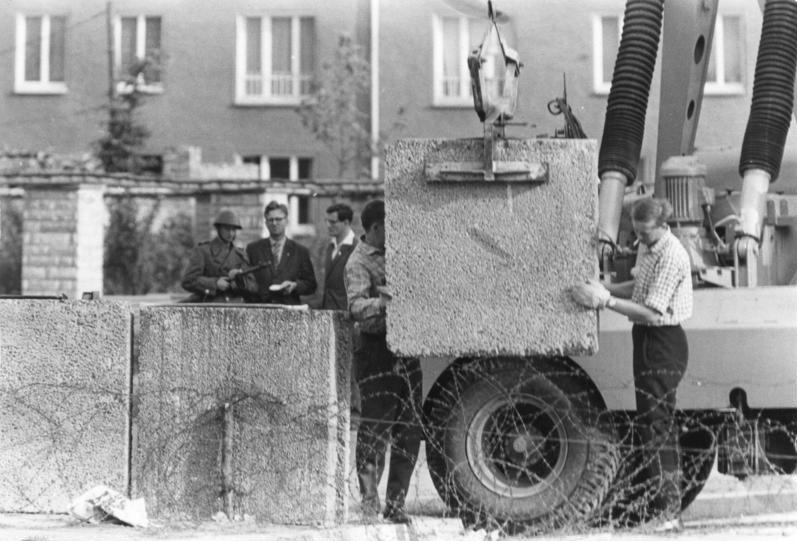
ベルリンの壁の建設作業

1961年8月13日、東ドイツ政府はベルリンの分断を強固にするためにベルリンの壁の建設を開始した（ベルリン危機 (1961年)）。ベルリンの壁建設計画は東ドイツ政府の国家機密であった。東ドイツは経済や職員が流出すること（いわゆる「足による投票 (Abstimmung mit den Füßen)」）を恐れ、東ドイツの国民が西側に移住することを壁によって阻止しようとしたのである。
早朝、ポツダム広場に石塊が積み上げられ始めた時点でアメリカ軍は実力を行使して壁の建設を妨害する準備はできていたものの、実際には壁が出来上がっていくのをただ眺めているだけであった。西側3か国は西ベルリンの封鎖を「露骨な手段」と伝え、遮断の時期と規模に驚きをあらわにした。しかしながら西ベルリンへの通行が遮られたということではなかったため、西側3か国は軍事介入を行わなかった。
1963年、アメリカ合衆国大統領ジョン・F・ケネディがベルリンを訪問した。シェーネベルク区庁舎の前でケネディは壁について演説し、歴史に残る "Ich bin ein Berliner" で締めくくった。この演説は、東ドイツに浮かぶ民主主義の孤島にあるベルリン市民にとっては大きな意味を持ったが、同時に壁建設を部分的に容認するアメリカの姿勢を象徴するものであった。その一方で壁は西側3か国にとっても東ドイツにとっても政治・軍事の面での安定化を意味し、西ベルリンの現状はまさしく固定化された。ソヴィエト連邦はかつて1958年に西側3か国に対しニキータ・フルシチョフによる最後通牒（ベルリン危機 (1958年)）で要求した、非武装かつ「自由な」都市、西ベルリンを放棄したのであった。
1971年、西ベルリンとの通行について取り決めたベルリン4ヶ国協定が発効し、道路封鎖によって政治的・経済的に恫喝される心配もなくなった。さらに4か国はベルリン全体に対する共通の責任を確認し、西ベルリンはドイツ連邦共和国を構成する領域ではなく、かつドイツ連邦共和国による統治は及ばないものとされた。4か国の地位に関してソヴィエト連邦は、西ベルリンのみ適用されるとしたが、西側3か国は1975年に国際連合に宛てた文書で強調して、ベルリン全体に及ぶものとした。

### 街の発展とベルリンの政治
西ベルリンは西ドイツから多額の財政支援を受けたが、「西側のショーウィンドウ」が東ドイツでプロパガンダ効果を発揮することを期したものでもあった。また企業は多額の投資奨励金を受け取っていた。ベルリン手当と呼ばれる6%の割増賃金は、慢性的な労働力不足を補うものとなっていた。
西ベルリンのクーアフュルステンダム（クーダム）と東ベルリンのアレクサンダー広場はそれぞれにおいて代表的な都心部として発展していった。西ベルリンには1948年に独自の大学としてベルリン自由大学が設立された。さらに大きな建設プロジェクトには、市内自動車高速道路、ベルリン・フィルハーモニー、オイローパ・センター、ベルリン・ドイツ・オペラ新劇場があった。
東ベルリンでも西に対抗すべく、様々なプロジェクトが進められた。ベルリンテレビ塔、共和国宮殿といった大規模建造物の建設、カール＝マルクス＝アレーの整備や大規模な住宅開発が行われ、これらのプロジェクトはすべての市内地区で進められた。また東ベルリンのおよそ50%の都市部の世帯が東ドイツの国庫から融資を受けていた。

### 西ベルリンの68年世代
1968年以降、西ベルリンはベルリン自由大学で起こった学生運動の中心地となり、とくにシャルロッテンブルクでは学生の活動が頻繁に行われた。またクロイツベルクのコッホ通りにある保守系マスコミ、シュプリンガー社の本社周辺もデモの中心地となっていた。この運動で争点となっていたのは住民を分断する社会的な対立で、ときに学生と警察とのあいだでのにらみ合いに暴力が伴ったこともある。
1967年6月2日、ベルリン・ドイツ・オペラの近くでイラン皇帝モハンマド・レザー・パフラヴィーの訪問を反対するデモに参加していた平和主義の学生ベンノ・オーネゾルクが私服警官カール＝ハインツ・クラスに射殺される事件が起こったことにより、翌1968年には西ドイツ全土で学生運動が激化するようになった。

### 西ベルリンでのテロ攻撃
1970年代初頭、西ベルリンではテロ事件が頻発する。ドイツ赤軍から派生した集団で、ベンノ・オーネゾルクの射殺事件にちなんで名づけられた6月2日運動が頻繁に活動していた。1974年11月10日、ベルリン高等裁判所長官ギュンター・フォン・ドレンクマンが殺害され、また1975年にはキリスト教民主同盟のペーター・ローレンツがテロリストに誘拐されるという事件も発生している。

### 不法居住事件
西ベルリンでは空き家への一斉投機制限により住宅が不足し、多くの貧困家庭や移民が困窮することになった。これに対抗して、1970年代末にクロイツベルク東部の旧郵便区域 SO 36では大規模で盛んな不法居住運動が起こる。1981年7月にはベルリンで不法居住されている住宅は最大の165軒となっていた。これらのうち1984年11月までには賃貸や売買などの契約が成立して不法状態が解決され、残りの住宅では立ち退きの措置がとられた。1980年12月には住居を不法占拠しようとして、不法居住者と警察とのあいだで激しい衝突が起こっていた。また8軒の不法居住の立ち退きに反対するデモに参加していた際、デモ参加者が死亡し、また警察官に突き飛ばされた不法居住者クラウス＝ユルゲン・ラタイがベルリン交通局のバスにひかれて死亡するという事態も起こっていた。
1989年のヴェンデ（大転換）を受けて、東ベルリンのベルリン＝フリードリヒスハインやプレンツラウアー・ベルクで再び不法居住運動が起こる。この運動に対して、とくに東ベルリンの人民警察は積極的に動いて事態は沈静化した。ところが1990年7月に東ベルリン市庁が西ベルリン政府の影響下に置かれたことにより状況は変化した。マインツ通りの立ち退きをめぐって激しい暴動が起こるが、多くの不法居住が以前の不法居住と同じように正常化されていった。その後も残っていた不法居住の住宅はベルリン倫理方針によって許容されてきたが、1996年から1998年にかけてベルリン州内相イェルク・シェーンボームもとで立ち退きが進められた。

### 750周年
1982年から1986年にかけて、1987年にベルリン750周年を迎えるにあたって東西ベルリンの各地でさまざまな準備が進められた。たとえば西ベルリンではブライトシャイト広場やラーテナウ広場が新装された。また東ベルリンではニコライ地区が新たに古い街並みを再現し建設された。さらに東西ベルリンでは市街地を通るSバーンやUバーンの改修が進められた。

## 壁の崩壊と再統一

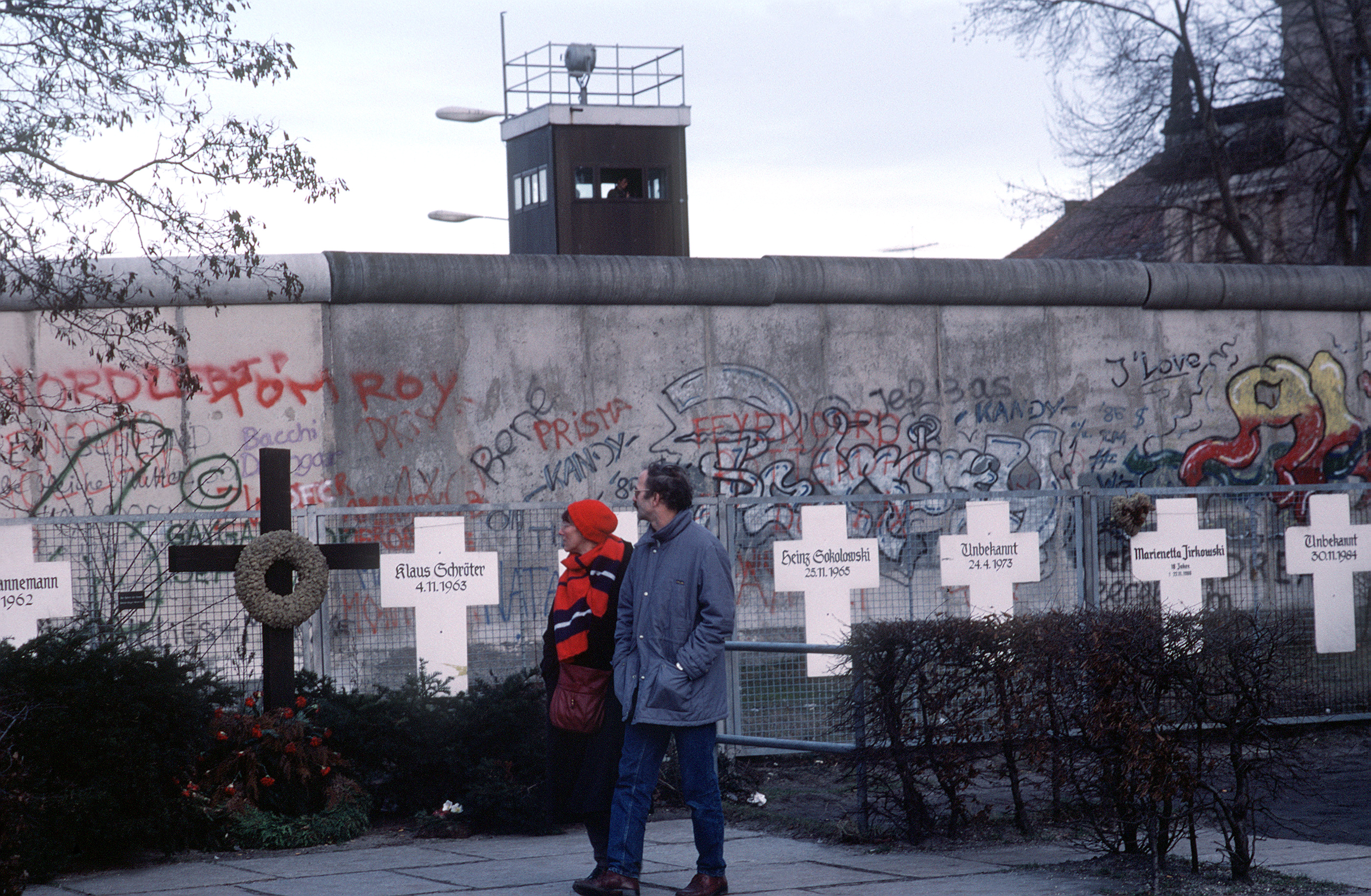
象徴的な墓標はベルリンの壁による犠牲者を追憶している（1990年1月）

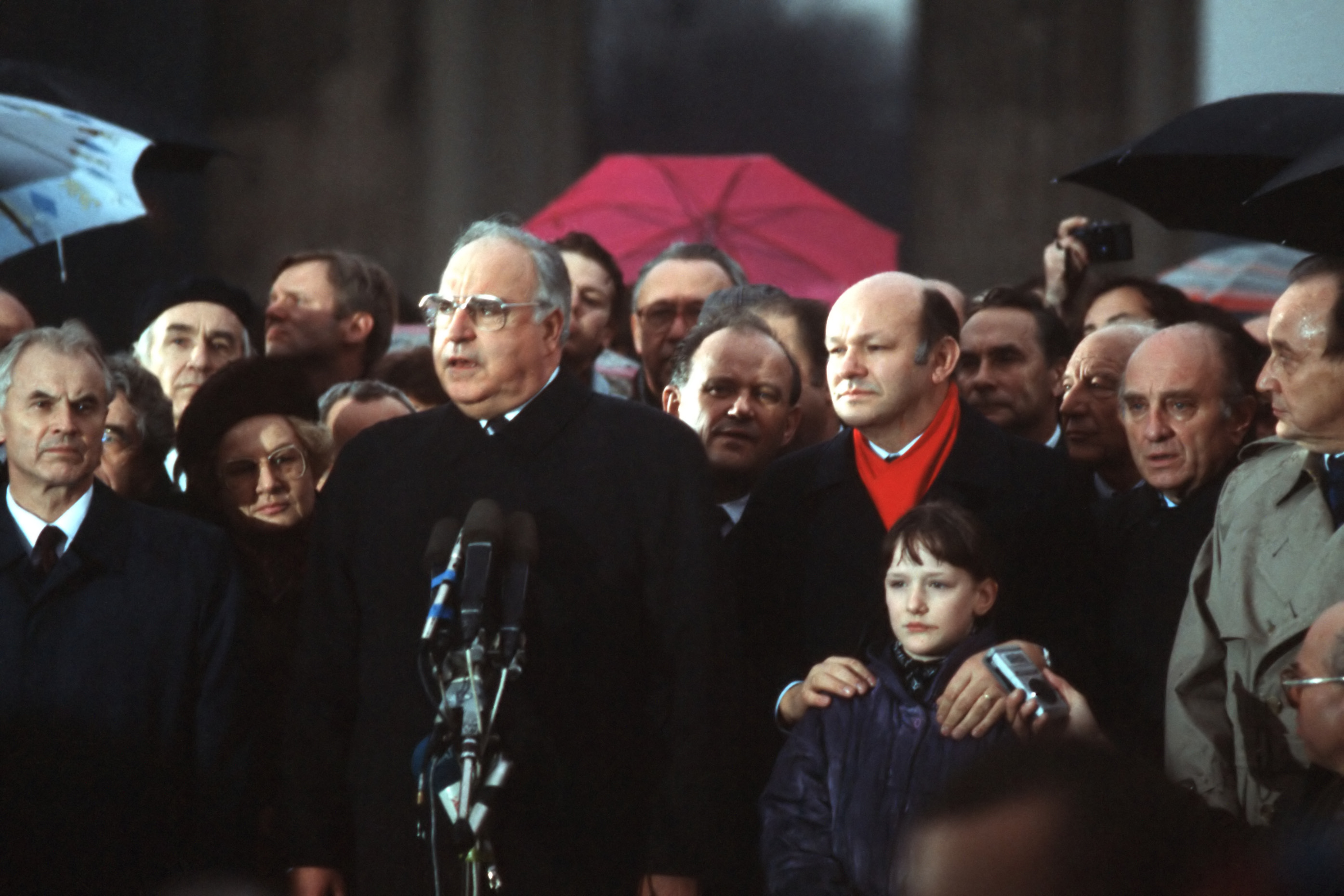
東ドイツ閣僚評議会議長ハンス・モドロウ、西ドイツ連邦首相ヘルムート・コール、西ベルリン市長ヴァルター・モンパー、壁側のコールとモンパーのあいだに東ベルリン市長エアハルト・クラック
1989年12月22日、ブランデンブルク門の開放において

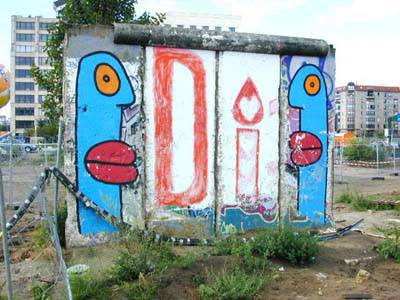
ポツダム広場近くのベルリンの壁の残骸

1989年になるとポーランド民主化運動やハンガリー民主化運動の影響を受けて東ドイツ各地や東ベルリンで反体制デモが多発し、多くの東ドイツ国民がハンガリーやチェコスロヴァキア経由で西ドイツへ逃亡するようになっていた（汎ヨーロッパピクニック）。10月、東ベルリンでドイツ民主共和国建国40周年記念式典が開かれ、貴賓として出席していたミハイル・ゴルバチョフは演説で、ハンガリーやチェコスロヴァキアに逃れた亡命者に関する東ドイツの締め付け政策を認めないということをほのめかした。これによって、東ドイツ政府がソ連の後ろ盾を失ったことが明らかになり、それまで実権を握っていたエーリッヒ・ホーネッカー国家評議会議長（兼ドイツ社会主義統一党書記長）は失脚し、エゴン・クレンツが後継者となったが混乱は続く一方だった。
11月9日、ボルンホルム通り検問所の国境警備隊は、SED 政治局員ギュンター・シャボフスキーが記者会見での勘違いによる発言を信じて押し寄せていた東ベルリン市民が西ベルリンに通過することを認めた。この他の検問所もこれに続いた。多くの東ベルリン市民がその夜の内に国境を超えた。
多くのベルリン市民がブランデンブルク門の周りで壁によじ登り、周囲は祭りのような活気に包まれた。旅行の自由は取り消されることなく、壁はそのまま取り壊された。多くのベルリン市民が金槌や鑿を手に、いわゆる „Mauerspecht“（壁キツツキ）になって、壁のかけらを記念品として持ち帰っていった。この事件は後に「ベルリンの壁崩壊」と呼ばれることになる。
東ベルリン市長ティノ・シュヴィーアツィナと西ベルリン市長ヴァルター・モンパーはその後取り決めを交わし、再統合に伴う数多くの業務に着手することを決めた。両市長はメディアにおいて「シュヴィーアツォンパー、あるいはモンプツィナ (Schwierzomper oder Mompzina)」という表現で揶揄された。
1990年10月3日、ドイツ、そして同時にベルリンが再統一された。再統合に関する同意により、連合国はベルリンの統治権を放棄し、これによってベルリンはドイツ連邦共和国を構成する領域となった。その後12月2日に統一ベルリン初の市議会選挙が実施された。

## 近年
1991年、ベルリンは再統一されたドイツの首都となった。
1994年1月1日には連邦大統領リヒャルト・フォン・ヴァイツゼッカーがドイツ連邦共和国の憲法機関として初めてベルリンに移転してきた。
1999年9月7日には連邦議会が、2000年9月29日には連邦参議院がそれぞれベルリンで活動を開始した。
1996年、ブランデンブルク州とベルリン都市州との統合について住民投票が行われたが、ブランデンブルク州の住民は反対の意思を示して計画は頓挫した。
再統合以来ほとんどの連邦政府からの補助金が節減され、1997年以降はこれに加えてベルリン銀行疑獄を受けてベルリンは行政に支障が出るほどの莫大な財政問題を抱えることとなった。ベルリン州は連邦憲法裁判所に対して極度の財政危機により、3500万ユーロの債務を削減するための州間財政調整の実施を求めた。これにより2001年に市長エーベルハルト・ディープゲンに対する不信任決議が可決される。ディープゲンの後任には SPD と同盟90/緑の党による連立に加えて民主社会党 (PDS) の支持を受けたクラウス・ヴォーヴェライトが選出された。2001年10月21日の市議会選挙では信号連立（SPD、自由民主党、緑の党による連立）協議が不調に終わり、赤赤連立（SPD と PDS）の連立でまとまった。

## 関連施設
先史時代や古代の時代における集落については、ベルリン先史博物館や、生活の状況を再現したデュッペル博物館村で触れることができる。またこれらの博物館では中世の手工業製品も展示されている。